# Peter Suchenwirt
Peter Suchenwirt (1320 körül – 1396) osztrák címerköltő és herold. (Suchenwirt az osztrák hercegek heroldjainak középkori hivatali neve volt.) Magát „Knappe von den Wappen”-nek, azaz apródnak nevezte. Ez a tisztség egy alacsonyabb rangú heroldot takar, akinek a feladata a nemesek címerének leírása és magyarázata.
Az ún. címerköltők legfontosabb képviselője volt. 1372-től az osztrák hercegek bécsi udvarában élt. 1377-ben elkísérte III. Albert osztrák herceget poroszországi hadjáratára. Később Bécsben élt. Költeményeiben számos címerleírás található, ami igazolja, hogy a kezdeteinél álló heraldikai nevezéktant tökéletesen ismerte.
Költeményeihez az anyagot fáradságos munkával, elsődleges forrásokból, általában saját maga gyűjtötte a fontos személyiségek felkeresésével. Kitűnő megfigyelő volt, ezért történeti és kultúrtörténeti leírásai hitelesek.
Sokat utazott. Ha értesült egy-egy fontos személy elhunytáról, halálának első évfordulóján vagy egy hónappal azt követően megjelent a házában és dicsérő beszédet mondott az emlékére. Magasztalta a királyok és nemesek erényeit is, megemlítette hadi tetteiket és szereplésüket a lovagi tornákon. A beszéd gyakran az elhunyt címerének leírásával végződött, mivel maga is herold volt és jól ismerte a címerek leírását.
Egyik költeményében (1355 k.) leírta Nagy Lajos magyar király (1342–1382) címerét.
Bár volnék olyan elmés és bölcs, hogy címerének ragyogó fényét, melyet ő becsülettel visel, akaratom szerint magasztalhatnám! Pajzsát semmi folt nem ékteleníti, ezüstös színben ragyog, és két egyenlő mezőre van osztva. Az egyik mező világos színben fénylik tiszta gyöngyöktől és rubinoktól, és fényesre van csiszolva, benne pedig vízszintes irányban nyolc díszes pólya fekszik; a másik mező égszínű, gazdagon díszítve domború aranyos liliomokkal, melyek bőséges sugaraikkal sokszor megvédték a címert, és amelyeket nézni igen kellemes. A sisak ormát gazdagon ékített aranykoronya díszíti, melyen sok drágakő ragyog, és amely fényesre van simítva; a koronából két strucctoll áll ki, közbül pedig látni lehet a strucc hermelines nyakát; szemei rubinoktól tündökölnek az ellenség felé, csőre aranyból való, melyben gyönyörűen tart egy szépen görbült és aranyból készült patkó alakú tárgyat. Feje arannyal gazdagon van koronázva.
Legelső dicsérő beszédét Nagy Lajos királynak szentelte. Ebben említi hadjáratát Poroszországba és Litvániába, melyeket más királyokkal és nemesekkel együtt tett:
Mit chuenig, mit grafen hochgeporn

Vreyen, dinstman auzerchorn,

Mit ritter, chnechten, mutes reich.
Ez az 1345-ös hadjáratra vonatkozhat, melyen Nagy Lajos János cseh királlyal, a morva őrgróffal és más nemesekkel együtt vett részt. Suchenwirt azt mondja, hogy a magyar király volt az, aki elfogta a litván fejedelmet (chuenig) és eskette meg a maga pogány szokása szerint, hogy hűséges lesz hozzá, de nem tartotta meg a szavát.
Daz er der Litaow schaden mert,

Dem chuenig er dar ze laide fuer,

Und den bedwanch, daz er im swuer

Noch haydenischen siten.

Die treew die ward versniten,

Daz er an im geprochen hat.
Ez a litván fejedelem Kęstutis, Gediminas fia lehetett, akit elfogtak, majd szabadon engedtek. Kėstutis 1362-ben egy évre újra fogságba került, de az első alkalommal ez 1345-ben történt. Tudjuk, hogy Nagy Lajos kétszer vezetett hadjáratot északra.
In Rewzzen lant der mutes vruet

Fuer tzwir mit manigem helde wert.
1351-ben Kázmér lengyel király oldalán ismét hadjáratot vezetett Litvánia ellen. Kęstutis a határon találkozott Nagy Lajossal és ekkor meg is keresztelkedett. A Suchenwirt által említett eskütételre is ekkor kerülhetett sor.
Zára 1346-os ostromakor magasztalja Cillei Ulrik tetteit is: "Először Záránál vitázkedett Magyarország gazdag királya mellett, ki hatalmas sereggel, 60 ezernél több emberrel sok napokon át táborozott a város előtt, nagy tiszteletet és becsületet vallva. Számtalan íj, nyíl, lándzsa osztogatta naponként fáradhatatlanul a halált, mély keserű sebekel; az apró lövöldözések nem vették el a vitéz kedvét végig kitartott a király mellett."

## Művei
- Peier Suchenwirt's Werke aus dem vierzehnten Jahrhnnderte: Ein Beytrag zur Zeil- und Sittengeschichte. Szerk. Alois Primisser, Wien, 1827 (reprint 1961)
- Primisser kiadása az 1400-as évekből való Sinzendorf-Thurn bécsi kéziratgyűjteményen alapult, melyet két másik kéziratból vett néhány művel egészített ki: Die Heidelberger Handschrift Nr. 4, 355 és 393; Eine Handschrift der k. k. Hofbibliothek zu Wien Nr. 2201 (2238).

## Kapcsolódó szócikk
- Színjelölési módszer